# لازلو بلوم
لازلو بلوم (بالمجرية: Borsody László)‏ (و. 1878 – 1939 م) هو مبارز بالسيف مجري، توفي في بودابست، عن عمر يناهز 61 عاماً، بسبب إصابة بعيار ناري.